# بوب باركر
بوب باركر (بالإنجليزية: Bob Barker)‏ ولد في 12 ديسمبر 1923 في الولايات المتحدة الأمريكية، هو مقدم برنامج الألعاب الشهير «ذا برايس إز رايت» منذ عام 1973 إلى عام 2007. ورابح جائزة الإيمي 19 مرة، وقد شارك بالتمثيل في الفيلم الكوميدي (Happy Gilmore) من بطولة آدم ساندلر عام 1996.
عرف باركر أيضا بدفاعه عن حقوق الحيوان، حيث أنشأ مؤسسة DJ &T لتمويل عمليات إخصاء الحيوانات الأليفة، و في سنة 2009، قام بالتبرع ب5 ملايين دولار لمجموعة Sea Shepherd Conservation Society المعروفة بمجهوداتها لمكافحة صيد الحيتان، إذ تم استعمال التبرع لشراء سفينة سميت باركر تيمنا به.

## وفاته
توفي بوب باركر في 26 أغسطس 2023 عن عمر ناهز التاسعة والتسعين. بعد معاناته مع مرض آلزهايمر.

## روابط خارجية
- بوب باركر على موقع IMDb (الإنجليزية)
- بوب باركر على موقع الموسوعة البريطانية (الإنجليزية)
- بوب باركر على موقع إن إن دي بي (الإنجليزية)
- بوب باركر على موقع قاعدة بيانات الفيلم (الإنجليزية)